# 1855 în știință
Următoarele evenimente științifice semnificative au avut loc în anul 1855.

## Evenimente
- 16 februarie: în Franța, proiectul lui Urbain Le Verrier pentru o rețea de meteorologie destinată să avertizeze marinarii despre sosirea furtunilor este adoptat de împăratul Napoleon al III-lea. Trei zile mai târziu, Le Verrier prezintă la Academia de Științe prima hartă meteorologică a Franței[1].